# Fundació Pare Manel
La Fundació Pare Manel és una institució sense ànim de lucre fundada el 2004 per Manuel Pousa Engroñat, implicada en accions socials i educatives als barris de Verdum-Roquetes de Barcelona. La prioritat d'aquesta Fundació és donar suport a infants, joves i famílies en situació de vulnerabilitat, amb un model de treball d'atenció integral, que cerca la socialització i la igualtat d'oportunitats. Els seus projectes se centren a desenvolupar els drets i la qualitat de vida de les persones que poden trobar-se en situació de vulnerabilitat, principalment en els àmbits de la infància, joventut i el penitenciari.
És una entitat fonamentada en el voluntariat amb el suport de professionals. La seva activitat compta amb el suport i la solidaritat d'una xarxa de persones, empreses, entitats i administracions públiques.

## Projectes
- Al 2014, l'esplai Muntanyès s'homologa com a Centre Obert Muntanyès[3] per donar un servei de més qualitat i professional al barri. A inicis del curs 2016-2017 estrena local propi on realitzar activitats.[4]
- Durant l'any 2018 neix Perifèrica 9B i s'adreça a joves en situació de vulnerabilitat social. Es tracta d'un conjunt d'iniciatives[5][6][7] per tal de promoure la seva inclusió social i laboral. Aquest projecte dona continuïtat al projecte de formació FIL engegat des del 2008.
- La Fundació també gestiona un Punt Òmnia al Verdum.[8] Un Punt Omnia és un punt d'atenció comunitari de la Xarxa Òmnia, orientat a donar resposta a la necessitat creixent d'universalitzar l'accés a les Tecnologies de la Informació i la Comunicació (TIC), que proposa la adquisició de les competències digitals necessàries per al desenvolupament personal i col·lectiu en un entorn digital. Aquest és un programa del Departament de Treball i Afers Socials de la Generalitat de Catalunya, en funcionament des de l'any 1999.[9]
- L'Associació Esportiva Babar[10] és el projecte esportiu de la Fundació Pare Manel. Fundada l'any 1985 promou l'esport com a eina socioeducativa i font d'integració.

## Premis
- Premi Nou Barris al 2009, que concedeix anualment el Districte de Nou Barris de Barcelona.[11]

- El 15 d'octubre de 2013 va ser reconeguda amb la Placa al treball President Macià, de mans del president de la Generalitat, Artur Mas.[12]